# Жига Фреліх
Жига Фреліх (словен. Žiga Frelih, нар. 6 лютого 1998, Любляна) — словенський футболіст, воротар словацького клубу «Спартак» (Трнава).
Виступав також за клуб «Олімпія» (Любляна).
Володар Кубка Словаччини.

## Ігрова кар'єра
Народився 6 лютого 1998 року в місті Любляна. Вихованець юнацьких команд футбольних клубів «Браво» та «Домжале».
У дорослому футболі дебютував 2017 року виступами за команду «Кршко», в якій провів два сезони, взявши участь у 17 матчах чемпіонату. 
Протягом 2019—2020 років захищав кольори клубу «Інтер» (Запрешич).
Своєю грою за останню команду привернув увагу представників тренерського штабу клубу «Олімпія» (Любляна), до складу якого приєднався 2020 року. Відіграв за команду з Любляни наступний сезон своєї ігрової кар'єри. Більшість часу, проведеного у складі люблянської «Олімпії», був основним голкіпером команди. Відзначався досить високою надійністю, пропускаючи в іграх чемпіонату в середньому менше одного гола за матч.
Згодом з 2021 по 2024 рік грав у складі команд «Жіл Вісенте», «Мірандес» та «Земплін».
До складу клубу «Спартак» (Трнава) приєднався 2024 року. Станом на 12 травня 2025 року відіграв за команду з Трнави 30 матчів в національному чемпіонаті.

## Титули і досягнення
- Володар Кубка Словенії (1):

«Олімпія» (Любляна): 2020-2021
- Володар Кубка Словаччини (1):

«Спартак» (Трнава): 2024-2025